# Château de Stomersee
Le château de Stomersee (letton : Stāmerienas muižas pils, anglais : Stāmeriena Palace, allemand : Schloss Stomersee) est un château construit à partir de 1835-1843 dans la région de Vidzeme, au nord de la Lettonie. Son premier propriétaire était Johann Gottlieb von Wolff (1756-1817) et le château appartient à ses descendants.

## Histoire
Le château originel est incendié lors de la révolution de 1905, puis a été reconstruit par Boris von Wolff (1850-1917) en 1908 dans un style néo-Renaissance. Il est l'une des rares propriétés lettones qui n'aient pas été nationalisées lors de la réforme agraire de 1920, et reste la propriété de la famille qui y réside jusqu'à la fin des années 1930. L'écrivain sicilien Giuseppe Tomasi di Lampedusa y a vécu plusieurs années, après son mariage avec Alexandra von Wolff-Stomersee en 1932, une exposition permanente lui est consacrée.
Après la Seconde Guerre mondiale le château est utilisé comme école d'agriculture, puis comme bâtiment administratif d'une ferme d'État sous le régime communiste.
Le palais est désaffecté de 1992 à 1998. Il est alors restauré et devient un musée ouvert au public.

## Galerie

Château de Stomersee
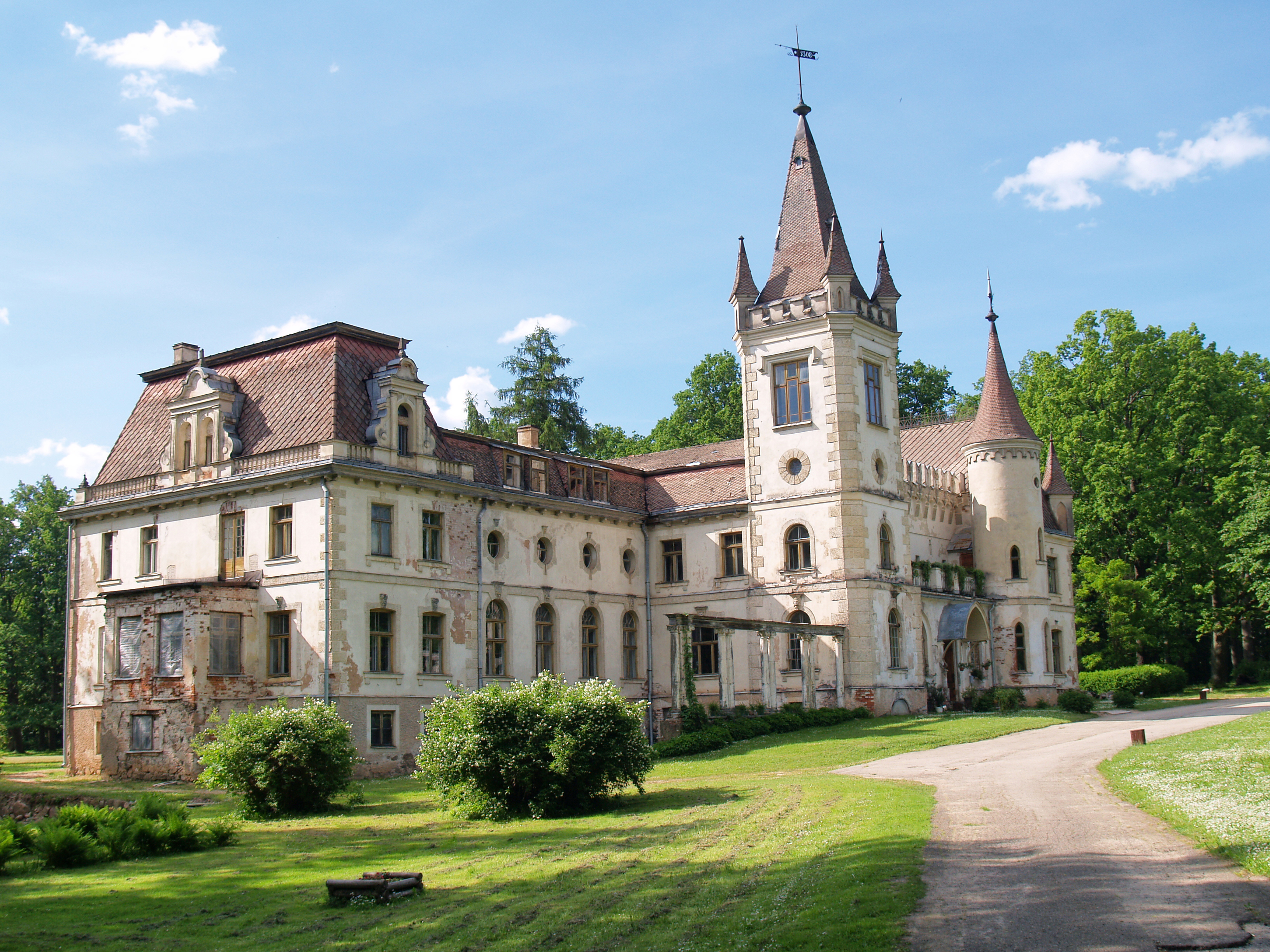
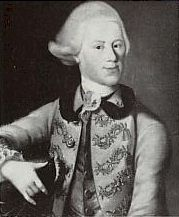
Johann Gottlieb von Wolff
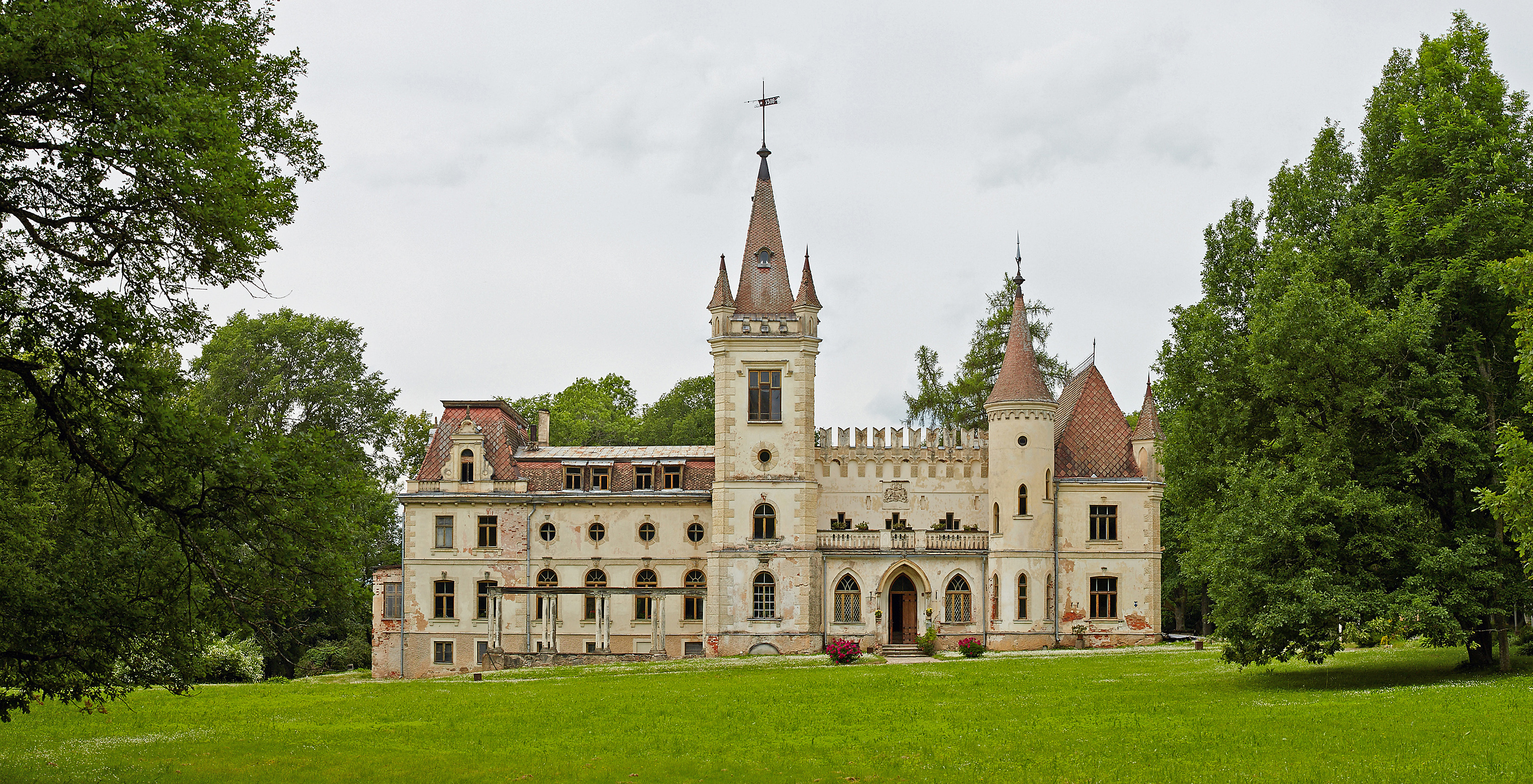